# Jacques Bianco
Jacques Bianco (Nice, 27 juni 1928 – Fumel, 20 februari 2011) was een Frans wielrenner.
In 1957 nam Bianco deel aan de Ronde van Frankrijk maar moest na de negende etappe al opgeven na een sleutelbeenbreuk.
Hij overleed op 82-jarige leeftijd ten gevolge van een beroerte.

## Palmares
1957
- Poitiers-Saumur-Poitiers
- 1e etappe deel B Ronde van de Champagne
- 2e etappe Ronde van de Champagne
- Eindklassement Ronde van de Champagne

1961
- GP de la Magdaleine

## Resultaten in voornaamste wedstrijden
| Jaar | Ronde van Italië | Ronde van Frankrijk | Ronde van Spanje |
| ---- | ---------------- | ------------------- | ---------------- |
| 1957 |                  | opgave              |                  |
| 1958 |                  |                     |                  |

| Jaar | Ronde van Lombardije |
| ---- | -------------------- |
| 1957 |                      |
| 1958 | 27e                  |